# Конда ле Монбоасје
Конда ле Монбоасје (фр. Condat-lès-Montboissier) насеље је и општина у централној Француској у региону Оверња, у департману Пиј де Дом која припада префектури Амбер.
По подацима из 2011. године у општини је живело 223 становника, а густина насељености је износила 10,87 становника/km². Општина се простире на површини од 20,52 km². Налази се на средњој надморској висини од 792 метара (максималној 880 m, а минималној 591 m).

## Демографија
| 1962. | 1968. | 1975. | 1982. | 1990. | 1999. | 2011. |
| ----- | ----- | ----- | ----- | ----- | ----- | ----- |
| 376   | 320   | 276   | 242   | 216   | 210   | 223   |

График промене броја становника у току последњих година